# Louis Hennepin

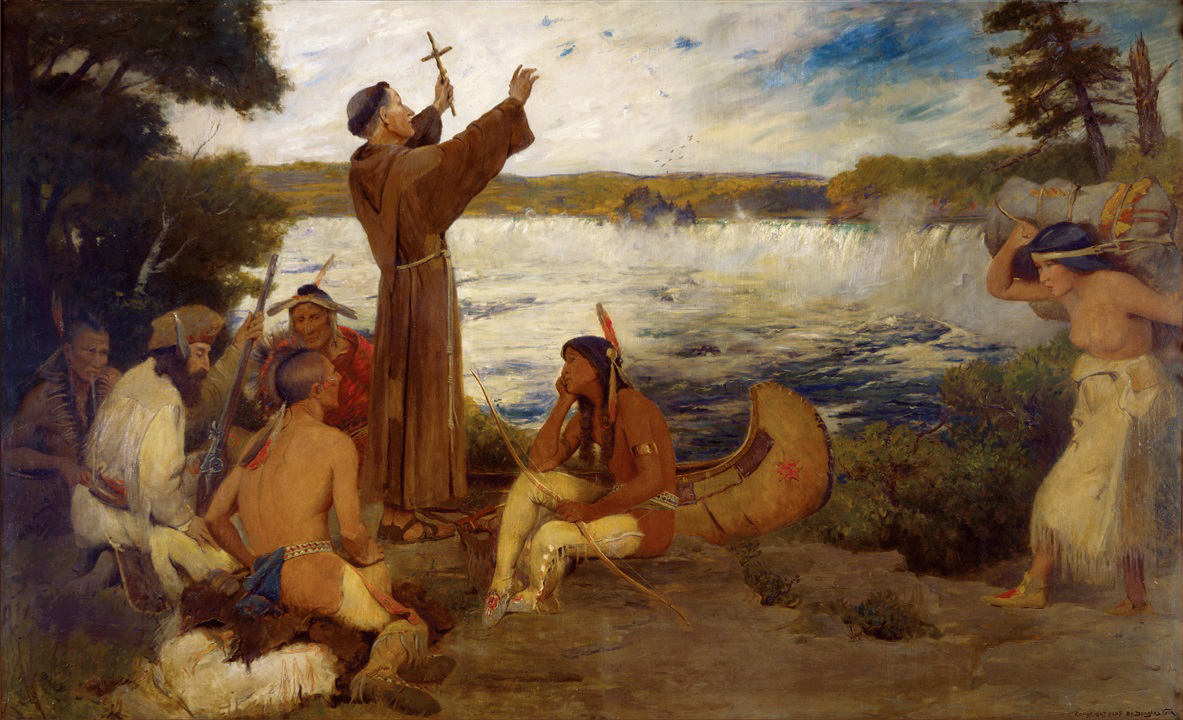
Louis Hennepin a jeho misijní činnost u Saint Anthony Falls

Jean Louis Hennepin (12. května 1626, Ath, Belgie – cca 1705,? Řím, Itálie) byl francouzský misionář a cestovatel. I když se narodil v Belgii, získal v roce 1659 občanství Francie. V roce 1675 je vyslán králem Ludvíkem XIV. do Nové Francie. V Americe se v roce 1678 připojil k výpravě francouzského cestovatele Caveliera de La Salle při hledání řeky Mississippi. V roce 1680 při plavbě po řece byl zajat indiánským kmenem Siouxů a byl nucen s nimi putovat na západ od Velkých jezer, čímž poznal rozsáhlé území, která nebyla dosud prozkoumána. Po osvobození se vrátil přes Velká jezera kolem Niagarských vodopádů do Quebecu a poté do Francie.

## Dílo
- Déscription de la Louisiane. 1683. vyd. Paříž: [s.n.], 1683.
- Nouvelle Découverte d´un trés grand Pays. Paříž: [s.n.], 1697.